# ジョン・ポラード

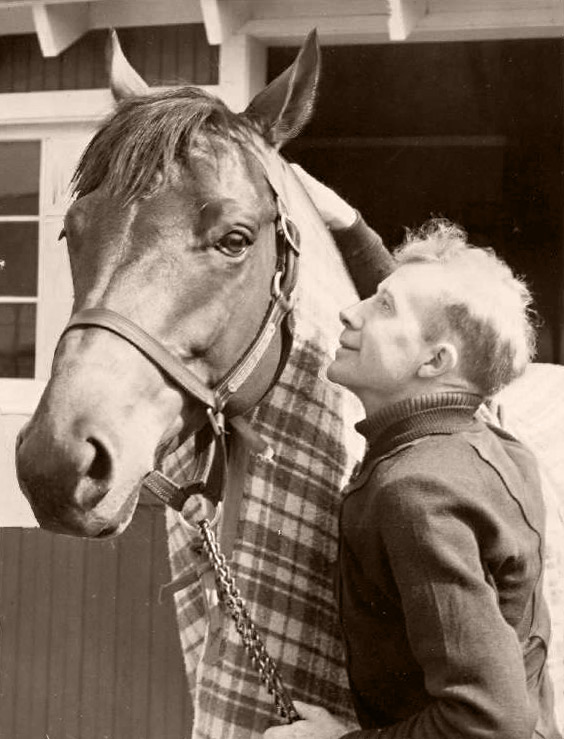
ポラードとシービスケット

ジョン・M・ポラード（John M. Pollard、1909年10月27日 - 1981年3月7日）は、カナダ・アルバータ州エドモントン出身の競馬の騎手。アメリカ合衆国やメキシコで騎乗を経験しており、特に1930年代のアイドルホース・シービスケットの主戦として知られる。
ボクシング時代のリングネームから「クーガー」というニックネームを名乗っていたが、それよりも赤みがかった特徴的な頭髪からレッド・ポラード（Red Pollard）というあだ名で有名であった。

## 経歴

### 出自、騎手デビュー
ポラードは幼い頃に赤貧に見舞われ、このため兄とともにアマチュアの賭けボクシングに参加するようになった。体格の良かった兄は成功をおさめたが、ポラードはそれほどの成績を収めなかった。この賭けボクサーはその後もしばらく続け、騎手になった後も長らく兼業していた。
ポラードが騎手を志すようになったのは10代の頃で、その頃には父から与えられた馬で乗り方を覚え、厩舎で働くようになっていた。そして知人を後見人にすることを条件として父から許可をもらい、ポラードはアメリカのモンタナ州ビュートにある仮設移動競馬場でクォーターホースの騎手としてのデビューを果たした。しかし後見人は程なくして行方不明になり、ポラードはいきなり無一文になった。騎手になって1年間ほどは勝ちを挙げられなかったが、1926年にエイサ・C・スミスという調教師に雇われるようになり、同師のもとで初勝利を挙げた。
その後メキシコのティフアナの競馬場でも騎乗するようになり、そこではジェリー・デュランという盲目の調教師の馬を担当して、6勝を挙げた。この活躍やポラードのデュランに対する気遣いが注目を集めるようになると、ポラードの株は次第に挙がってゆき、後にラス・マッガー調教師に契約対象が移された。ポラードは気性の荒い馬をなだめることがうまく、そういった乗り手の少ない馬で勝鞍を挙げていった。
1933年にカナダのオンタリオ州で騎乗し、プリンスオブウェールズステークスなどステークス2勝を挙げた。翌年にはギャラントサーという馬で、メキシコ・アグアカリエンテ競馬場のアグアカリエンテハンデキャップを優勝している。
また、この頃にポラードは調教中の負傷がもとで外傷性脳損傷を負い、右目を失明している。失明していることを明かすと騎手生命が絶たれると考えたポラードはこのことを誰にも明かさず、それまで以上に大胆な騎乗をするようにしてごまかし続けた。しかし成績は次第に低迷し、騎乗機会を求めてエージェントとともに各地の競馬場を放浪するようになった。

### シービスケットの主戦として
1936年、イリノイ州デトロイトの競馬場に到着したポラードは、そこでロバート・トーマス・スミス調教師に出会い、その管理馬であったシービスケットと対面した。ポラードは騎手候補としてシービスケットに騎乗し、降りた後でスミスに対して「あの馬には鞭を使わないほうがいい」と進言したことでスミスに気に入られ、以後シービスケットの主戦に据えられた。ポラード自身も「誰よりもこの馬を乗りこなせる」と自信を持っていた。またこの縁により、スミスの雇い主であったチャールズ・スチュワート・ハワードからも重用されるようになり、ハワードの持ち馬を多く担当するようになった。
ポラードは8月のフェアグラウンズ競馬場での競走でシービスケットの主戦としての初戦を務めて4着、その2戦後のガヴァナーズハンデキャップで初勝利を挙げた。その後中部地区と東海岸の下級ステークス競走で勝ち負けを繰り返した後に、ハワード陣営の本拠地である西海岸に進出、サンタアニタパーク競馬場での初戦を快勝してサンタアニタハンデキャップの有力馬として名を連ねさせた。しかし本番となったサンタアニタハンデキャップにおいて、最後の直線で先頭に立ちながらも、死角の右後方から来るローズモントの追撃を見逃して2着に敗れている。
その後西海岸で再び勝ちと名声を高め、東海岸でもブルックリンハンデキャップなどで勝ち星を挙げた。しかし1938年にハワードの持ち馬に乗って競走している時に事故に遭い、骨折のため長らく入院生活を送る羽目となった。ポラードはこの際、ハワードらにシービスケットの騎乗の代役を、友人でもあったジョージ・ウルフに任せることを進言しており、同年のサンタアニタハンデキャップはウルフ鞍上で行われている。
5月に入って復帰できるほどに回復したが、6月23日に再び調教中の事故で足を骨折し、再び入院生活に逆戻りした。また、怪我の痛みと騎乗できない鬱憤を晴らすために酒浸りになり、アルコール使用障害に陥ってしまった。
同年11月に完治しないまま退院し、ハワードの持つリッジウッドランチを訪れたが、ここで転倒して再び足を折っている。しかしこの骨折はかえって足の整形をしやすくなる結果となり、再入院の後にリハビリを経て、ポラードは同じく故障からのリハビリ中であったシービスケットととも復帰を遂げた。そして復帰戦3戦目にして久々の勝ち星を挙げ、その翌戦サンタアニタハンデキャップで優勝を果たしている。

### その後
サンタアニタハンデキャップの後、すでに満身創痍のポラードは一度騎手を辞め、ハワードの手引きのもとで調教師となった。しかし調教師としての稼業は上手くゆかず、再び騎手に復帰している。このとき、アメリカで初となる騎手組合の結成に加わり、その初代役員として就任している。
1943年には第二次世界大戦の影響でいくつかの競馬場が閉鎖されると、ポラードは兵役を志願したが、体格不良を理由に全ての軍から拒否されている。その後も騎手業を続けるたびにあちこちの競馬場で落馬を経験し、そのたびに怪我をしては復帰するという生活を送ったが、結局大きなチャンスに恵まれないまま1955年に引退した。
引退後はロードアイランド州に家を構え、競馬場の郵便配達係や雑用係などで生計を立てていたが、体調は常に悪化し続けた。晩年には喋ることにも苦労するようになり、記者からのインタビューにも妻が代って答えるほどであった。1980年にナラガンセットパーク競馬場の跡地に建てられた老人ホームに入るようになり、その翌年1981年に71歳で死去した。死亡の翌年、ポラードはカナダ競馬名誉の殿堂入りを果たしている。

## 人物
ポラードは身長が5フィート7インチ（約170センチメートル）あり、騎手としてはかなり長身であった。ポラードの娘であるノラ・クリスチャンは、父の体格について「しなやかで細い、均整のとれたダンサーのような体つき」と評している。ジョッキーとしては体格が良く、またボクシングの経験などもあり、仲間内での喧嘩には滅法強かった。このため、しばしば揉め事の仲裁役や調停役をしていたという。
幼いころから古典文学や詩を好むなどの利発さを持っていたが、一方で学校の授業を真面目に聞かない奔放さもあり、学校の成績は良くなかった。後年騎手になったことを知った旧知の知人らは、ポラードが学問の道に進まなかったことを残念がったという。古典文学や詩は終生大事にしており、主にウィリアム・シェイクスピアの作品や、ラルフ・ワルド・エマーソン作品、ウマル・ハイヤームの『ルバイヤート』、ロバート・ウィリアム・サーヴィスの『開拓者の唄』などを愛読していた。特にエマーソンの著作を好み、ポラードは親しみをこめて「ワルド爺」と呼んでいる。ポラードは会話の際や記者からのインタビューにおいても、しばしばこれらの作品を引用しており、その語彙の多彩さから記者からの評判も高かった。
しかし、シービスケット主戦の頃は記者からしばしばその騎乗技術を疑問視され、特にサンタアニタハンデキャップでの敗戦はすべてのマスコミからポラードの責任だと糾弾された。一方でスミスやハワードはポラードをかばい、責めることはほとんどなかった。
ジョージ・ウルフとはカナダ西部などで競走していた頃からの親友で、ともにティフアナ競馬場などで過ごした仲であった。ポラードはウルフの愛称「アイスマン」は自分が付けたと主張しているが、実際の命名者は別の実況アナウンサーだとされている。

## 家族
ポラードの家族はアイルランド系の移民の出であった。父であるジョン・A・ポラードは開発の進んでいなかったエドモントンに移り住み、そこの土質を活かしてレンガ工場を建造し、当時の建築ラッシュに乗って大きな財をなしていた。しかし1915年に工場が洪水に見舞われ、一家は一夜にして没落している。父母はポラードが騎手になったあとに、バンクーバーの競馬場に一度だけ観戦に来たが、それ以来会うことはなかった。また、ポラードには兄と姉妹がいた。
1939年の療養中に、ポラードは担当の看護士であるアグネス・コンロン（Agnes Conlon）と恋仲になり、同年怪我が治りきっていないうちに結婚した。その後ジョンとノラの2子を儲け、また二度目の療養の際には妻とともにリハビリを行った。アグネスは1980年に癌を患い、ポラードが死んだ1981年に後を追うように亡くなっている。アグネスはポラードから右目が見えないことを知らされていた数少ない人物でもあった。
ポラードは子供たちに読書を勧めた一方で、競馬に関しては一切関心を与えようとはせず、自分の騎乗を見せようと競馬場に連れ込んだことすらなかった。